# Lîcikivți, Huseatîn
Lîcikivți (în ucraineană Личківці) este localitatea de reședință a comunei Lîcikivți din raionul Huseatîn, regiunea Ternopil, Ucraina.

## Demografie
Componența lingvistică a localității Lîcikivți
     Ucraineană (99,92%)
     Alte limbi (0,08%)
Conform recensământului din 2001, majoritatea populației localității Lîcikivți era vorbitoare de ucraineană (99,92%), existând în minoritate și vorbitori de alte limbi.